# Nicolás Carrillo y Aguirre
Nicolás Carrillo y Aguirre, sacerdote y político costarricense, Presidente de la Junta de Legados de los Pueblos que gobernó Costa Rica del 12 de noviembre al 1 de diciembre de 1821.

## Datos personales
Fue bautizado en Cartago, el 26 de mayo de 1764, con el nombre de José Nicolás. Sus padres fueron José Cayetano Carrillo y Cascante, maestro herrero, y María Josefa Aguirre y Rodríguez. Tuvo seis hermanos: José Francisco del Rosario (casado con María Fernández y Tenorio, hermana de Félix Fernández y Tenorio), José Antonio (casado con Manuela Valverde y Castro), José Miguel, Ana Catalina (casada en primeras nupcias con Ramón de Céspedes y en segundas con Miguel Cárdenas) y María Josefa Carrillo y Aguirre.

## Carrera eclesiástica
Cursó estudios sacerdotales en León, Nicaragua. Entre 1789 y 1792 fue cura de Esparza y alrededor de 1800 fue nombrado cura de Bagaces, parroquia que tuvo a su cargo durante muchos años. En 1809 era sacristán mayor de Cartago, y el 2 de julio de 1810 fue elegido para representar a Costa Rica en las Cortes de Cádiz, pero declinó el nombramiento por razones de salud y en su lugar se designó al presbítero don Florencio del Castillo. Posteriormente volvió al curato de Bagaces.

## Presidente de la Junta de Legados
En 1821, después de la separación de España, fue elegido para representar a Escazú en la Junta de Legados de los Pueblos, de la cual fue designado presidente. Ejerció este cargo del 12 de noviembre al 1° de diciembre de 1821. Durante su administración se redactó el Pacto Social Fundamental Interino o Pacto de Concordia, texto constitucional provisional que el 1° de diciembre de 1821 reemplazó en Costa Rica a la Constitución de Cádiz. En esa misma fecha asumió el poder una Junta Gubernativa interina presidida por el vicario Pedro José de Alvarado y Baeza, que gobernó hasta el 6 de enero de 1822 y de la cual formó parte Nicolás Carrillo y Aguirre, en calidad de vicepresidente.
Fue partidario de la anexión de Costa Rica al Imperio Mexicano de Agustín I.

## Cargos posteriores
En 1824 fue elegido como miembro del Congreso Constituyente que en enero de 1821 emitió la Ley Fundamental del Estado de Costa Rica.  Durante su desempeño presentó varios importantes proyectos y el 5 de noviembre de 1824 fue elegido como vicepresidente del Congreso. En enero de 1825 renunció a la mitad de las dietas que había devengado, en favor del Estado.
En 1825 fue elegido como miembro suplente del Consejo Representativo del Estado, que ejercía el Poder Conservador, pero declinó el cargo. En 1827 fue elegido como diputado propietario por Cartago para el período 1827-1829, pero también declinó la elección.
Participó activamente en esfuerzos para establecer un lazareto y un hospital general, que dieron origen más tarde al hospital San Juan de Dios.
En 1834 donó un terreno a la iglesia de Nuestra Señora de la Soledad en Cartago, para que se sembrara un cafetal y otra cosa útil que sirviera para el culto de la Virgen de la Soledad y la reparación de la iglesia, o también para que, si en algún tiempo se establecía el hospital de San Juan de Dios, sirviera para ayuda de la servidumbre. 
En 1835 se le atribuyó participación en la insurrección contra su pariente, el jefe de Estado Braulio Carrillo Colina conocida como Guerra de la Liga y se embargaron sus bienes, lo cual lo llevó a formular una protesta.

## Actividades privadas
Fue dueño de haciendas ganaderas en las vecindades de Bagaces y otros lugares de la actual provincia de Guanacaste.

## Fallecimiento
Falleció en Cartago, el 4 de octubre de 1845. Dejó legados para las iglesias y los pobres de Cartago, Esparza, Bagaces y Cañas.